# Shonen Sarutobi Sasuke
Shonen Sarutobi Sasuke (яп. 少年猿飛佐助, «Юный Сарутоби Сасукэ») — полнометражное аниме, выпущенное 25 декабря 1959 года. Это второе аниме студии Toei Animation, которое демонстрировалось в кинотеатрах, и первое аниме, показанное в кинотетарах США в июне 1961 года (под названием Magic Boy). Toei Animation, попытавшись использовать формулу компании Disney, сняла данный анимационный фильм в стиле мюзикла.
В центре сюжета находится молодой ниндзя Сарутоби Сасукэ — легендарный персонаж японского фольклора, известный благодаря невероятной ловкости. Он сражается, чтобы освободить людей от тирании военных и их демонического предводителя.
Американская студия Metro-Goldwyn-Mayer объявила, что в оригинале аниме носило название «Приключения маленького самурая» (англ. The Adventures of the Little Samurai), так как в массовой американской культуре образ самураев рассматривался как положительный, а ниндзя противопоставлялись им как персонажи отрицательные.